# 日納義郎
日納 義郎（ひのう よしお、1943年5月16日 - ）は、日本の経営者。住友重機械工業社長を務めた。大阪府出身。

## 経歴
1967年に大阪大学工学部を経て、1969年に大阪大学大学院工学研究科を修了し、同年に住友重機械工業に入社。1996年6月に取締役を就任し、1998年6月に常務を経て、1999年6月に社長に就任。2007年4月に会長に就任し、2013年4月に取締役相談役を経て、同年6月から相談役を務めた。